# Palazzo Durazzo-Zoagli
Il palazzo Durazzo-Zoagli è un edificio storico italiano, sito in via San Lorenzo 8, nel centro storico di Genova. È uno dei Palazzi dei Rolli che furono designati, al tempo della Repubblica di Genova, a ospitare gli ospiti di alto rango durante le visite di stato per conto del governo genovese.

## Storia e descrizione
Il palazzo di Gio Durazzo in strada dell'Oliva, che dal 1588 al 1614 risultò iscritto nei rolli di Genova, fu probabilmente costruito nel XVI secolo su case preesistenti dei De Marini nel Quattrocento. Ricostruito nel 1619 per Agostino Durazzo da Bartolomeo Bianco, fu poi ulteriormente ampliato a seguito dell'acquisto di una casa dei fratelli Antoniotto e Giovanni Battista Sauli posta in vico De Gradi.
Passato successivamente alla famiglia Balbi, viene definito nell'estimo del 1798 come "casa di sei appartamenti", ed è ancora riconoscibile dalle tre facciate originarie, a piani differenziati con finestre balaustrate: quella prospiciente il tratto terminale di via di Canneto il Corto, un tempo fronte principale, e quelle di vico De Gradi e vico del Filo.
Ottocentesca è invece la moderna facciata principale. I lavori, messi in opera presumibilmente in concomitanza del tracciamento di via San Lorenzo, comportarono anche la sostituzione del sistema distributivo interno, per servire oltre venti appartamenti.
Fu sede dell'importante quadreria del marchese Zoagli.